# Dendropsophus joannae
Dendropsophus joannae es una especie de anfibios de la familia Hylidae. Es endémica de Bolivia.
Sus hábitats naturales incluyen praderas parcialmente inundadas, pantanos, marismas de agua dulce, corrientes intermitentes de agua, pastos, jardines rurales, áreas urbanas, zonas previamente boscosas ahora muy degradadas, canales y diques.